# سیکلید جاگوار
سیکلید جاگوار با نام علمی Parachromis managuensis، گونه بزرگی از سیچلاید و بومی زیستگاه‌های آب شیرین در آمریکای مرکزی است که از هندوراس تا کاستاریکا را در بر می‌گیرد. نام علمی این گونه به دریاچه ماناگوا در نیکاراگوئه اشاره دارد که گونه نام این ماهی اشاره به محل کشف این ماهی دارد. سیچلاید جاگوار یک ماهی خوراکی است و همچنین در تجارت ماهی زینتی و آکواریوم یافت می‌شود و در مناطق مختلف به اسامی متعددی منجمله سیچلاید ماناگوئنس، سچلاید ماناگوا، سیچلاید آزتک، گواپوت خالدار و گواپوت جگوار شناخته می‌شود. در کشور کاستاریکا به ببر گواپوته معروف است.

## شرح
سیچلاید جاگوار یک ماهی قوی با رنگ نقره ای یا طلایی-سبز تا بنفش، با سایه‌های سبز تیره‌تر در پشتش است. کناره‌های بدن رنگین کمانی زیبا به رنگ بنفش دیده می‌شود و شکم آن مایل به سفید یا زرد است. دارای تعدادی چندین نقطه سیاه بزرگ به صورت افقی در امتداد منطقه خط جانبی است. باله‌ها اغلب به رنگ تیره تا سیاه هستند، مخصوصاً زمانی که در حال تخم ریزی هستند. متمایزترین ویژگی سیچلاید جاگوار یک نوار سیاه است که از چشم تا حاشیه استخوان آبششی کشیده می‌شود. نرها تا ۶۵ سانتیمتر (۲۶ اینچ) و ماده‌ها تا ۴۰ سانتیمتر (۱۶ اینچ) رشد می‌کنند. ماده همچنین فاقد امتداد کشیده در باله‌های پشتی است.

## بوم‌شناسی
سیچلاید جاگوار ساکن دریاچه‌ها و آب‌های گل آلود و کدر را به آبهای ذلال ترجیح می‌دهد و شرایط اوتروفیکاسیون و هیپوکسیک محیط زندگی را کاملاً متحمل است. این ماهی یک گونه گوشتخوار و شکارچی بسیار قهاری است. بزرگسالان عمدتاً از ماهی‌های کوچک تغذیه می‌کنند، در حالی که بچه‌ماهی‌ها به تغذیه از انواع بی‌مهرگان بزرگ متکی هستند. دریاچه‌های کدر و اوتروفیک را ترجیح می‌دهد و اغلب در آبهای گرم و فاقد اکسیژن یافت می‌شوند. بستر اصلی و مناسب برای آنها کف گلی است، اما می‌توان آنها را در حوضچه‌ها و چشمه‌هایی با کف شنی پوشیده از بقایای گیاهی نیز یافت. این گونه در آب و هوای گرمسیری و استوایی در دریاچه‌ها زندگی می‌کند و آبی با با درجه اسیدیته pH ۷٫۰–۸٫۷ و سختی آب ۱۰–۱۵ dGH و محدوده دمایی ۲۵ تا ۳۶ درجه سانتیگراد را ترجیح می‌دهد.

## پراکنش
توزیع طبیعی این گونه از رودخانه اولوا در هندوراس تا حوضه رودخانه ماتینا در کاستاریکا می‌باشد. با این حال، در کشورهای دیگر در آمریکای مرکزی و همچنین در ایالات متحده به عنوان یک منبع غذایی، برای نگهداری در آکواریوم و کنترل جمعیت سایر ماهی‌ها معرفی شده‌است.

### وضعیت حفاظت
این گونه توسط فهرست سرخ آی‌یوسی‌ان به عنوان گونه‌هایی با کم نگرانی ارزیابی شده‌است.